# Fantasia romàntica
La fantasia romàntica és un gènere de la literatura fantàstica que usa les convencions de la novel·la sentimental, centrant l'interès de la història en una relació d'amor en un marc de fantasia, usualment en un entorn que recorda a l'edat mitjana. Apareix com a gènere independent a partir dels anys 60 del segle xx.

## Característiques
Les obres de fantasia romàntica se centren en el descobriment de l'amor per part dels protagonistes, que solen ser personatges marginats de la societat o amb una infantesa dura. Aquests aprenen que tenen poders màgics i els usen per assolir l'èxit, incloent la conquesta de la persona estimada. La trama pren molts elements del conte de fades, com ara el bosc, el personatge que ajuda el protagonista, el regne que cal conquerir o desencantar i l'enginy i virtuts naturals com a via per aconseguir els objectius, en contrast amb la força dels enemics o present a altres subgèneres de fantasia més èpics.
La relació entre la parella és un dels eixos de la història i no solament el premi final, fet que diferencia la fantasia romàntica dels contes de fades. Mentre passen aventures, els dos amants han de conèixer l'altre i superar obstacles (socials o bé la indiferència inicial d'un dels dos). Aquest coneixement mutu pot incloure també el domini de les habilitats màgiques, que són vistes com quelcom positiu i lligades a la natura, i no com la bruixeria.
Les parelles no han de ser necessàriament humanes, sinó que apareixen monstres i criatures de la mitologia com a personatges, o bé éssers humans que canvien per un encanteri a una d'aquestes criatures. Els monstres, però, estan presentats des d'una òptica positiva, fent èmfasi en la incomprensió de la societat davant la seva diferència, una diferència que l'heroïna és capaç de no tenir en compte per fixar-se en el caràcter de l'estimat. La presència de vampirs, fades, genis, bèsties i ogres és, doncs, una constant del gènere.
Els personatges acostumen a haver de recórrer un camí fins a arribar al seu destí, on s'enfronten a la prova final que permet el seu amor etern. Durant aquest camí poden succeir diverses aventures i encontres sentimentals. Les escenes de sexe explícit són freqüents quan els llibres de fantasia romàntica estan destinats a adults, no tant en el seu vessant de literatura juvenil, on sí que poden aparèixer però petons i declaracions d'amor. El camí és el que permet aprofundir en el marc físic i cronològic de la història.
El grau de fantasia pot diferir molt entre els llibres, en alguns és només una ornamentació o un tret dels personatges i en d'altres és part substancial de la trama. En canvi, la història amorosa sempre és central al desenvolupament de la història. També és fonamental el paper atorgat a la dona, altament protagonista, amb l'anàlisi dels seus sentiments i potencialitats.